# La faccia violenta di New York
Pour les articles homonymes, voir WK et One Way.
Pour plus de détails, voir Fiche technique et Distribution.
La faccia violenta di New York (titre au Mexique : One Way), également connu en France sous l'acronyme W.K., est un film dramatique italo-mexicain réalisé par Jorge Darnell et sorti en 1973.
Il décrit le destin tragique d'un immigrant mexicain aux États-Unis. Il aborde les problèmes aigus des difficultés d'intégration, l'exploitation des travailleurs étrangers, la corruption et l'anarchie de la mafia migratoire. Le film comprend également des éléments d'un thriller et d'un drame sentimental et psychologique.
Le film a connu un grand succès en Union soviétique.

## Synopsis
Sergio Fuentes, pêcheur mexicain, vit dans une misère sordide. Son ami Chevo, qui s'avère être un recruteur d'immigrés clandestins, lui propose de partir aux États-Unis. Sergio accepte, car son ami Xavier vit à New York. Mais Chevo lui impose comme condition de son départ de servir de mule : il doit emporter avec lui une cargaison de contrebande et traverse le Río Grande avec un groupe de recrues à un point convenu. Le groupe est pris pour cible par les gardes-frontières et trois personnes se font tuer.
Sergio atteint New York et se rend au siège de la Fraternité latino-américaine, une organisation d'immigrants latino-américains, principalement d'origine mexicaine et portoricaine. Il fait la connaissance de la Portoricaine Rita, l'épouse de Javier. Rita est une fille dure et cynique (« Je me fiche de ton nom »), mais elle informe Javier de l'arrivée d'un compatriote.
Javier travaille comme chef cuisinier dans un restaurant et est en même temps une autorité en matière de criminalité dans la diaspora mexicaine. Il rencontre Sergio avec plaisir et le présente à un influent M. David, qui peut l'aider à trouver un emploi et à obtenir les documents nécessaires pour se faire naturaliser américain.
M. David est un créateur de mode, propriétaire d'un atelier, mais surtout un chef de la mafia des migrants. Son activité principale consiste à employer illégalement des Latino-Américains en échange de pots-de-vin versés par les employeurs. Les immigrés sont soumis à l'exploitation la plus cruelle. Ils deviennent totalement dépendants de David, qui a des relations au sein de l'Office de l'immigration. Les immigrants mécontents sont traités par un groupe de malfrats (également hispaniques), commandés par Nico, le chef de la sécurité et de la protection de David et de la Fraternité.
Tombé amoureux de Milena, la jeune partenaire de M. David, il tente de se rebeller et de s'enfuir avec elle vers une vie meilleure, mais il doit faire face au gang.

## Fiche technique
- Titre original italien : La faccia violenta di New York ou La fabbrica dell'odio ou Depravazione[2]
- Titre mexicain : One Way ou Un camino sin retorno ou Un camino
- Titre français : W.K.[1]
- Réalisateur : Jorge Eduardo Mauceri (sous le nom de « George Darnell »)
- Scénario : Jorge Eduardo Mauceri (sous le nom de « George Darnell »), Giovanni Fago, Marino Onorati (it), Alberto Piferi (it), José Díaz Morales
- Photographie : Erico Menczer (it)
- Montage : Alberto Gallitti
- Musique : Riz Ortolani
- Décors : Gianni Polidori (it), José Rodríguez Granada
- Costumes : Adriana Spadaro
- Maquillage : Alberto De Rossi
- Production : Toni Di Carlo
- Société de production : Vogue Film (Rome), Estudios Churubusco Azteca (Mexico)
- Pays de production :  Italie -  Mexique
- Langue originale : espagnol
- Format : Couleurs - 1,85:1 - Son mono
- Durée : 110 minutes
- Genre : Drame social
- Dates de sortie :
  - Mexique : 22 septembre 1973
  - Italie : 11 octobre 1973 (Festival du film d'Olbia) ; 6 mars 1975 (sortie nationale)
  - France : 22 octobre 1975[1]

## Distribution
- Sergio Jiménez (es) : Sergio Fuente
- Mimsy Farmer : Milena, la petite amie de Sergio
- Fernando Rey : David, homme d'affaires et chef de la mafia
- Luigi Pistilli : Javier
- Tere Velázquez : Rita
- Yolanda Rigel : Dolores
- Adolfo Lastretti : Nico
- Giuseppe D'Avanzo : Price
- León Singer : Chevo

## Exploitation
Après sa sortie au Mexique le 22 septembre 1973 et en Italie le 6 mars 1975, le film est projeté en URSS entre 1978 et 1979 et connaît un succès certain.

« Le 6 mars 1975, le film sort dans les salles italiennes, où son ton social et critique ne passe pas inaperçu auprès des acheteurs de Sovexportfilm. Pour débarrasser le film de sa couleur séduisante — et en même temps pour éviter d'aggraver le problème de la pénurie de pellicules couleur dans notre pays dans la seconde moitié des années 70 —, le film a été imprimé en noir et blanc, et c'est ce film que l'URSS a vu en 1978. Et voilà que le film, consacré à un problème apparemment infiniment éloigné de la réalité soviétique de l'époque, attire l'attention du public...
La faccia violenta di New York n'est pas devenu un objet de culte au même titre que The Sandpit Generals ou plus tard Le Diable en boîte, mais il a partagé la place d'honneur quelque part entre les autres films américains Les Risque-tout et La Route de la violence, le film ouest-allemand La Pluie noire et les films italiens L'Accusé et San Babila : Un crime inutile. À l'automne 1978, plus d'un millier de paires de jeans serrés ont été essuyées sur le revêtement déchiré des sièges de cinéma soviétiques lors de la projection de ce film. Et aujourd'hui, les souvenirs de ce film sont encore vivaces. Ainsi, lors d'une récente discussion sur le nouveau film russe Kilomètre zéro, un internaute a fait savoir que l'intrigue du film s'inspirait du "vieux film américain La faccia violenta di New York", ce qui pourrait être vrai, étant donné que l'auteur de Kilomètre zéro, Pavel Sanaïev, est un homme à la perception esthétique développée et que, lorsqu'il était écolier, il a probablement été très impressionné par un film importé dont le charme supplémentaire était la mention "interdit aux moins de 16 ans". »

— Alexeï Vassiliev dans le magazine Aficha

### Accueil critique
Selon le magazine Nocturno, « La faccia violenta di New York n'est pas particulièrement riche en action, mais c'est un mélange réussi de drame et de roman noir urbain que le réalisateur rythme de façon sèche, nerveuse et violente (à l'américaine, d'une façon presque pré-scorsesienne pourrait-on dire), créant une atmosphère brute et crépusculaire qui en fait un film à sa manière unique ».